# Dan Auerbach
Daniel Quine Auerbach (14 de maio de 1979) é um multi-instrumentista conhecido por ser o guitarrista e vocalista da The Black Keys, uma banda de blues rock de Ohio, Estados Unidos. Como um membro da banda, Auerbach gravou e co-produziu oito álbuns de estúdio com seu colega Patrick Carney. Em 2009, Auerbach lançou um álbum solo intitulado Keep It Hid. Além de ganhar vários Grammys como membro do The Black Keys, em 2013 Auerbach recebeu o Grammy de Produtor do Ano por co-produzir o álbum El Camino.

## Infância e início da vida
Auerbach nasceu em Ohio e cresceu em uma família com raízes musicais. Seus pais são Mary Little, uma professora de francês, e Charles Auerbach, um vendedor de antiguidades. Seu pai é descendente de judeus da Polônia e sua mãe é parte do povo Manx, originários do norte da europa. É primo do guitarrista Robert Quine e do filósofo e lógico Willard Van Orman Quine, ambos por parte materna. Ainda na infância, Auerbach se apaixonou pelo blues através dos discos de vinil que seu pai escutava.
Foi influenciado precocemente pelo lado materno da família, mais especificamente por seus tios que tocavam bluegrass. Auerbach descreveu a si mesmo como um adolescente normal na escola que fumava maconha e foi o capitão do time de futebol High School Ele foi fortemente influenciado por Junior Kimbrough na escola, o que acabou resultando em abandoná-la para prosseguir mais a sério com o estudo do violão. "Eu o ouvia muito, e ainda o ouço bastante ... Eu estudei tanto dele ... Eu tirava F na escola, e quando eu deveria estar estudando, eu estava ouvindo Junior Kimbrough".
Outras influências importantes são: Robert Johnson, RL Burnside, Clarence White, Robert Nighthawk,T-Model Ford, Hound Dog Taylor, Mississippi Fred McDowell, Kokomo Arnold e Filho Câmara.
Dan foi casado com Stephanie Gonis com quem teve uma filha, Sadie Little Auerbach, nascida em 2008. Em 2013, ele anunciou que estavam em processo de divorcio, vindo a se separar.

## Outras bandas

### The Barnburners
Auerbach foi membro de uma banda chamada The Barnburners. O Barnburners incluia Auerbach, Jason Edwards e Kip Amore. O Barnburners era uma banda de base blues que foi formada em Ohio e lançou um álbum chamado O PE Rawboogie. O álbum inclui a canção de Junior Kimbrough "Meet me in the City", que Auerbach posteriormente fez um cover já no The Black Keys.

### The Fast Five
A banda "Fast Five" excursionou com Auerbach em 2009. Fast Five de outros membros da banda chamou [[Hacienda (banda) |] Fazenda] e o percussionista Patrick Hallahan a partir de My Morning Jacket

## Discografia

### Solo
- Keep It Hid (2009)
- Waiting on a Song (2017)

### Com o The Black Keys
- The Big Come Up (2002)
- Thickfreakness (2003)
- The Rubber Factory (2004)
- Magic Potion (2006)
- Attack & Release (2008)
- Brothers  (2010)
- El Camino (2011)
- Turn Blue (2014)
- Let's Rock (2019)

### Com The Arcs
- Yours, Dreamily (2015)

## Outros Projetos

### Lana Del Rey - Ultraviolence
Dan trabalhou junto com Lana Del Rey na produção do álbum Ultraviolence em 2014, ele produziu a maior parte das músicas compostas no álbum.
O álbum tem estilo desert rock, rock psicodélico e soft rock. Lançado em junho de 2014, o álbum recebeu muita crítica positiva, incluindo nota 74 de 100 no Metacritic e sendo avaliado como nota 100 pelo site Consequence of Sound.
Ultraviolence também alcançou o primeiro lugar da Billboard Hot 200, sendo o primeiro álbum da cantora e o segundo álbum produzido por Dan a atingir esse marco (sendo o primeiro o álbum Turn Blue, da sua própria banda). Ficando presente nas paradas da Billboard por 53 semanas consecutivas, Ultraviolence é considerado até hoje um álbum de extrema influência e impacto no meio músical.

```
*
Jessica Lea Mayfield
 
Com Blasphemy tão sinceras
- Produtor, Engenheiro, Mixer, Arranjador, violão e guitarra, baixo, bateria, vocal BG , sintetizador, piano, órgão Hammond, piano de brinquedo, lap steel, percussão
```

Cartas Sky Cadillac' *'no Deep - Mixer Produtor, Engenheiro,
Fazenda' *'alto é a noite - Guitarra, Produtor, Engenheiro, Mixer, BG Vocal,
Red Fazenda' *'Big & Barbacoa - Produtor, Engenheiro, Mixer
- Radio Moscow Radio Moscow - Produtor, Engenheiro, Mixer, Guitarra Acústica
- Buffalo Killers Let It Ride - Produtor, Engenheiro, Mixer
- The Ettes Danger Is EP (2 músicas) - Produtor, Engenheiro, Mixer
- The Ettes Do You Want Power (uma canção no Home) - Produtor, Engenheiro, Mixer Piano
- Nathaniel Mayer Why Don't You Give It To Me - Co-produtor e Co-mixer, Guitarra, Bateria, Vocais
- Nathaniel Mayer Why Won't You Let Me Be Black? - Co-produtor e Co-mixer, Guitarra, Vocais
- Brimstone Howl  Cuts of Steel - Produtor, Engenheiro, Mixer
- Black Diamond Heavies A Touch Of Someone Else's Class - Produtor, Engenheiro, Mixer
- Sweany Patrick - Every Hour is a Dollar Gone - Produtor, Engenheiro, Mixer
- SSM'SSM - Gravado, Engineered
- SSM ''EP1 - Gravado, Engineered

## Equipamentos musicais
Em uma técnica similar a muitos músicos, Auerbach, muitas vezes usa um [fingerpick] em seu dedo indicador com o polegar para tocar acordes. Além da guitarra Auerbach também manuseia um  Rhodes Electric Piano.